# Ungarische Eishockeyliga 1953/54
Die Saison 1953/54 war die 17. Spielzeit der ungarischen Eishockeyliga, der höchsten ungarischen Eishockeyspielklasse. Meister wurde zum insgesamt zweiten Mal in der Vereinsgeschichte Postás Budapest.

## Modus
In der Hauptrunde absolvierte jede der sieben Mannschaften insgesamt zwölf Spiele. Der Erstplatzierte der Hauptrunde wurde Meister. Für einen Sieg erhielt jede Mannschaft zwei Punkte, bei einem Unentschieden gab es einen Punkt und bei einer Niederlage null Punkte.

## Hauptrunde

### Tabelle
|    | Klub                  | Sp | S  | U | N  | Tore   | Punkte |
| -- | --------------------- | -- | -- | - | -- | ------ | ------ |
| 1. | Postás Budapest       | 12 | 11 | 1 | 0  | 115:24 | 23     |
| 2. | Vörös Meteor Budapest | 12 | 10 | 1 | 1  | 96:14  | 21     |
| 3. | Kinizsi SE Budapest   | 12 | 8  | 0 | 4  | 90:36  | 16     |
| 4. | Építõk Budapest       | 12 | 6  | 0 | 6  | 68:53  | 12     |
| 5. | Szikra Budapest       | 12 | 4  | 0 | 8  | 48:86  | 8      |
| 6. | Postás Keleti         | 12 | 1  | 1 | 10 | 23:85  | 3      |
| 7. | Gyõri Vasas           | 12 | 0  | 1 | 11 | 15:157 | 1      |

Sp = Spiele, S = Siege, U = unentschieden, N = Niederlagen, OTS = Overtime-Siege, OTN = Overtime-Niederlage, SOS = Penalty-Siege, SON = Penalty-Niederlage